# Akif İslamzadə
Akif Qədir oğlu İslamzadə (* 8. August 1948 in Baku) ist ein aserbaidschanischer Sänger. Er wurde durch seine Interpretation des Volksliedes Sarı gelin bekannt.

## Biografie
İslamzadə wurde am 8. August 1948 in Baku geboren in der Familie von der Mugham-Sängerin Sara Gadimova. Er absolvierte die Aserbaidschanische Staatliche Wirtschaftsuniversität im Jahr 1979. Im Jahr 1972 begann er als Sänger in einem Theater. Im Jahr 1976 arbeitete er als Sänger in Tofig Ahmadov Staatsorchestern. Im Jahr 1986 minimierten sich seinen musikalischen Aktivitäten durch den Verlust der Stimme. Seine Stimmstörungen verschlimmerten sich im Verlauf zunehmend und beeinflussten seine Sprech- und Gesangsfähigkeit. Er nahm keine Alben in voller Länge auf und zog er sich aus dem Musikgeschäft zurück. 